# Tricypha mathani
Tricypha mathani là một loài bướm đêm thuộc phân họ Arctiinae, họ Erebidae.